# Aversions Crown
Aversions Crown est un groupe de deathcore australien originaire de Brisbane. En activité depuis 2010, il compte au total quatre albums studio. Les thèmes évoqués au travers de leur musique sont notamment les « cauchemars dystopiques et les rencontres extraterrestres hostiles », ce qui leur vaut parfois d'être assimilé au sous-genre aliencore avec Rings of Saturn.

## Histoire
Créé en 2010, le groupe auto-produit son premier album l'année suivante, Servitude. Ce dernier attire l'attention du label Nuclear Blast, avec qui le groupe signe pour publier l'album Tyrant en 2014.
En 2017, après quatre singles (« Erebus », « Ophiophagy », « Prismatic Abyss » et « The Soulless Acolyte ») l'album Xenocide sort finalement. C'est le seul enregistré avec le chanteur Mark Poida.
Un an plus tard, le groupe sort un nouveau titre, « The Breeding Process », qui parle d'aliens enlevant des êtres humains pour les faire se reproduire.
En 2020, après la signature du nouveau chanteur Tyler Miller, un nouvel album paraît « Hell Will Come for Us All », encore sous le label Nuclear Blast. Le groupe élargit ses horizons en quittant le monde purement science-fiction pour évoquer des thèmes (toujours dystopiques) plus proches du monde actuel comme les guerres humaines (« The Soil ») ou encore l'écart croissant entre riches et pauvres (« Born In The Gutter »). Cependant, le groupe continue d'exprimer son penchant pour les narratives Sci-Fi via certaines compositions (« Hell Will Come for Us All », titre éponyme).

## Membres
- Chris Cougan (guitare)
- Mick Jeffrey (guitare)
- Jayden Mason (batterie)
- Tyler Miller (chant)